# Cyanea floribunda
Cyanea floribunda är en klockväxtart som beskrevs av Franz Elfried Wimmer. Cyanea floribunda ingår i släktet Cyanea, och familjen klockväxter. Inga underarter finns listade i Catalogue of Life.